# Oxyurichthys tentacularis
Oxyurichthys tentacularis es una especie de peces de la familia de los Gobiidae en el orden de los Perciformes.

## Morfología
Los machos pueden llegar a alcanzar los 17 cm de longitud total.

## Distribución geográfica
Se encuentra desde Transkei (Sudáfrica) hasta Zanzíbar, Madagascar, el Pacífico occidental de clima tropical y el delta del Mekong.

## Observaciones
Es inofensivo para los humanos.